# Lukas Ibertsberger
Lukas Ibertsberger (Austria, 6 de agosto de 2003) es un futbolista austríaco que juega de defensa en el FC Blau-Weiß Linz de la Bundesliga austríaca.

## Estadísticas

### Clubes
Actualizado al último partido disputado el 30 de octubre de 2024.
| Club                        | Div.          | Temporada     | Liga  | Liga  | Copas nacionales | Copas nacionales | Copas internacionales | Copas internacionales | Total | Total |
| Club                        | Div.          | Temporada     | Part. | Goles | Part.            | Goles            | Part.                 | Goles                 | Part. | Goles |
| --------------------------- | ------------- | ------------- | ----- | ----- | ---------------- | ---------------- | --------------------- | --------------------- | ----- | ----- |
| F. C. Liefering · Austria   | 2.ª           | 2021-22       | 17    | 1     | —                | —                | —                     | —                     | 17    | 1     |
| F. C. Liefering · Austria   | 2.ª           | 2022-23       | 22    | 0     | —                | —                | —                     | —                     | 22    | 0     |
| F. C. Liefering · Austria   | Total club    | Total club    | 39    | 1     | 0                | 0                | 0                     | 0                     | 39    | 1     |
| Wolfsberger AC · Austria    | 1.ª           | 2023-24       | 14    | 0     | 3                | 0                | ―                     | ―                     | 17    | 0     |
| Wolfsberger AC · Austria    | Total club    | Total club    | 14    | 0     | 3                | 0                | 0                     | 0                     | 17    | 0     |
| FC Blau-Weiß Linz · Austria | 1.ª           | 2024-25       | 3     | 0     | 3                | 0                | —                     | —                     | 6     | 0     |
| FC Blau-Weiß Linz · Austria | Total club    | Total club    | 3     | 0     | 3                | 0                | 0                     | 0                     | 6     | 0     |
| Total carrera               | Total carrera | Total carrera | 56    | 1     | 6                | 0                | 0                     | 0                     | 62    | 1     |